# Station Iława Główna
Station Iława Główna is een spoorwegstation in de Poolse plaats Iława.